# كفر القباب
قرية كفرالقباب هي إحدى القرى التابعة لمركز دكرنس في محافظة الدقهلية في جمهورية مصر العربية. حسب إحصاءات سنة 2006، بلغ إجمالي السكان في كفرالقباب 1368 نسمة، منهم 680 رجل و688 امرأة.